# Karl Martin Graß

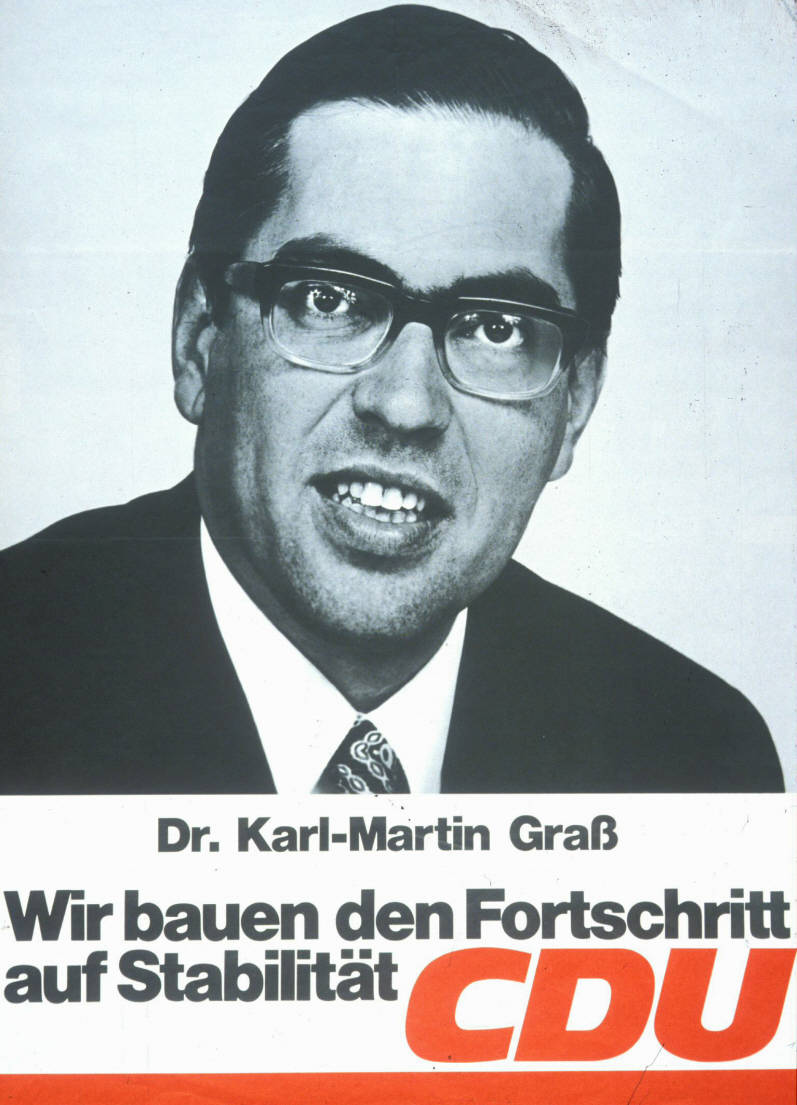
Karl Martin Graß auf einem Plakat zur Bundestagswahl 1972

Karl Martin Friedrich Graß (* 1. August 1937 in Harburg, Schwaben) ist ein deutscher Historiker und CDU-Politiker.

## Leben und Wirken
Karl Martin Graß wurde 1937 als Sohn des Volkswirtes Friedrich Graß geboren. Nach dem Schulbesuch in Harburg, Bad Bergzabern und Landau legte er 1956 das Abitur ab. Anschließend studierte er Geschichte sowie Klassische Philologie, Philosophie und Politische Wissenschaft in Heidelberg und München und zuletzt wieder in Heidelberg. Dort promovierte er 1966 bei Werner Conze mit einer Arbeit über Edgar Julius Jung, einen Freund seines Vaters, zum Dr. phil.
1965 wurde Graß Mitarbeiter des Arbeitskreises für moderne Sozialgeschichte in Heidelberg, 1968 Wissenschaftlicher Assistent an der Pädagogischen Hochschule Kaiserslautern. 1969 wechselte er zur Erziehungswissenschaftlichen Hochschule Rheinland-Pfalz, Abteilung Landau.
Nach dem Studium wandte Graß sich der Politik zu: In den 1970er und 80er Jahren war Graß politischer Berater des rheinland-pfälzischen Ministerpräsidenten Bernhard Vogel: Als Mitglied des Herforder Kreises entwarf er dessen gesellschaftspolitische Linie mit.
1976 gehörte Graß 244 Tage lang dem Deutschen Bundestag als Abgeordneter für die Christlich Demokratische Union (CDU) an.
Im Juli 2021 erhielt Karl Martin Graß das Bundesverdienstkreuz am Bande durch Kultusstaatssekretärin Anna Stolz.

## Schriften
- Edgar Jung, Papenkreis und Röhmkrise, 1933/1934, Heidelberg 1966.
- Karl-Martin Graß: Edgar Jung. In: Neue Deutsche Biographie (NDB). Band 10, Duncker & Humblot, Berlin 1974, ISBN 3-428-00191-5, S. 669–671 (Digitalisat).
- Emanzipation. In: Otto Brunner, Werner Conze und Reinhart Koselleck (Hrsg.): Geschichtliche Grundbegriffe. Band 2, Stuttgart 1975, S. 153–197.
- Peter Altmeier. Reden 1946–1951, 1979. (Herausgeber)